# Чунмін
Чунмін (кит.: 崇明縣) — повіт під юрисдикцією уряду Шанхая, КНР. До складу повіту входять три острова (дао): Чунмін, Чансін і Хенша, розташовані в дельті річки Янцзи. Площа повіту — 1041 км2. Населення — 694 600 (2001).
В повіті розташований Національний парк Чунмін.